# پنج‌گانه رینولدز
پنج‌گانه رینولدز (انگلیسی: Reynolds' pentad) مجموعه ای از علائم و نشانه‌های منطبق با کُلانژیت صعودی انسدادی (یک عفونت جدی و بالقوه خطرناک مجرای صفراوی) است. پنج‌گانه رینولدز در واقع ترکیبی از سه‌گانه شارکو (درد ربع فوقانی راست شکم، یرقان و تب) با شوک (افت فشار خون، تاکی‌کاردی) و تغییر سطح هوشیاری است. گاهی دو نشانه آخر را خیلی ساده فشار خون پایین و کنفوزیون ذکر می‌کنند.
این نشانهٔ پزشکی نام خود را از «بندیکت رینولدز» می‌گیرد که آن را نخستین بار به‌همراه «اورت دارگان» در سال ۱۹۵۹ توصیف کرد.